# Moulin de l'Épinay
 (août 2017).
Si vous disposez d'ouvrages ou d'articles de référence ou si vous connaissez des sites web de qualité traitant du thème abordé ici, merci de compléter l'article en donnant les références utiles à sa vérifiabilité et en les liant à la section « Notes et références ».
Pour les articles homonymes, voir Épinay (homonymie).
Le moulin de l'Épinay est un moulin à vent construit en 1822. Il est situé dans la commune déléguée de La Chapelle-Saint-Florent. Moulin tour, on y écrase toujours le blé et le sarrasin, pour fabriquer la fameuse farine de meule de pierre.

## Localisation
Le moulin de l'Épinay se situe sur la commune de La Chapelle-Saint-Florent dans le département de Maine-et-Loire, dans la région Pays de la Loire, en France.

## Historique
Le moulin de l'Épinay a été construit en 1822. À cette époque il ne comptait que deux étages et mesurait 10 mètres de haut.
Pour mettre les ailes face au vent le meunier utilisait le guivre (grande perche de bois qui partait du toit jusqu'au sol). Les ailes étaient des échelles en bois sur lesquelles le meunier déployait des toiles pour faire tourner le moulin. En 1860 il a été équipé d'un nouveau système d'ouverture et de fermeture des ailes, le système Berton. Ce système se compose de onze planches de bois sur chaque ailes que l'on déploie en fonction de la force du vent. Pour ouvrir ou fermer les ailes du moulin, le meunier utilise deux cordes activant un différentiel afin de jouer sur le déploiement des planches. Ce système améliore le rendement des moulins, ce qui permet donc au meunier de faire plus de farine.
En 1925 le moulin fut équipé d'un moteur diesel "à relais", c'est-à-dire que le moteur tournait seulement s'il n'y avait pas assez de vent.
En 1928, le moulin fut équipé d'un moulinet d'orientation appelé le papillon. Ce mécanisme d'origine anglaise n'est présent que sur quelques moulins français. Le papillon remplace le guivre et permet de mettre les ailes face au vent. Ce moulinet d'orientation utilise le système du tourne-vent. Ce dernier est un mécanisme qui se situe à l'intérieur du moulin, sous la toiture, que l'on actionne grâce à une manivelle. Cette manivelle entraîne un pignon qui "mord sur une crémaillère" ce qui fait ainsi pivoter le toit.
En 1936, le moteur diesel fut remplacé par un moteur électrique. Et en 1947 le moulin tourna uniquement grâce à son moteur (sans les ailes).
À partir de 1970 le moulin fut abandonné jusqu'en 1985, date à laquelle, la commune de La Chapelle-Saint-Florent décida de le racheter afin de le rénover et de le remettre en activité. Le 19 septembre 1989 les ailes du moulin de l'Épinay sont remises au vent. Aujourd'hui il est toujours en fonctionnement. Il est possible de le visiter grâce à l'association Un village, un moulin qui est aujourd'hui chargée de l'entretenir.

## Généalogie
Plusieurs familles de meuniers se sont succédé à travers les siècles.
Au début seul le moulin à eau de Coulaines (situé à 1 kilomètre du moulin de l'Épinay sur la rivière Evre) existait et c'est donc en 1822 que le moulin à vent de l'Épinay fut construit. Trois familles ont travaillé dans le moulin de l'Épinay. La famille Aavril de 1822 à 1839 et la famille Chataigner de 1822 à 1970. La famille Clemenceau s'est jointe à la famille Chataigner de 1808 à 1920. Et c'est en 1970 à la suite du décès de Charles Chataigner (l'un des deux meuniers) que son frère Elie Chataigner décida d'arrêter l'exploitation du moulin.

## L'associationUn village un moulin
L’association Un village un moulin a été créée en 1991. Quatre présidents se sont succédé, 17 animateur(-trice)-meunier(e)s y ont fait de la farine et environ 70 stagiaires ont été accompagnés. Actuellement 43 adhérents s'activent dans le moulin pour lui donner vie ainsi que deux animateur(-trice)-meunier(e)s,.

## Heure de Visites
Le Moulin de l'Épinay est ouvert aux visiteurs d'Avril à Septembre. De octobre à décembre, le Moulin est ouvert aux visites sur demande. 